# Equipos participantes en la Copa Mundial de Fútbol de 1962

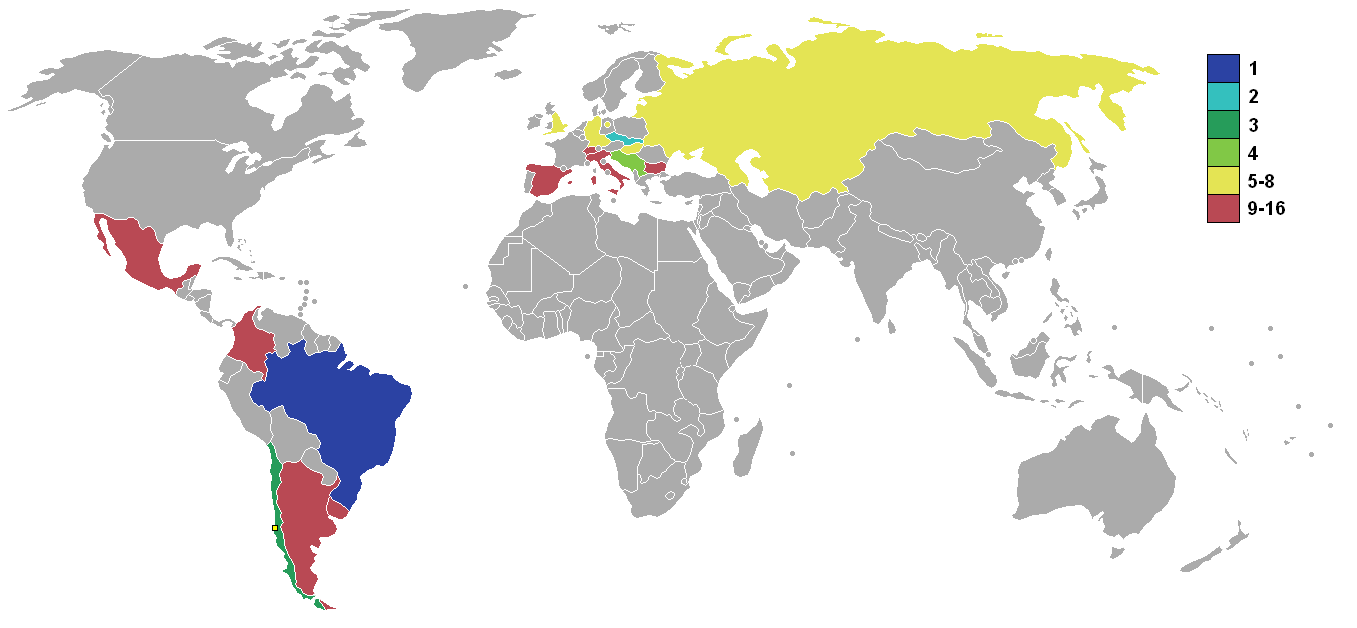
Equipos participantes de la Copa Mundial

Para la VII Copa Mundial de Fútbol, que se realizó en Chile entre el 30 de mayo y el 17 de junio de 1962, 16 equipos clasificaron a la fase final. Los 16 equipos participantes fueron divididos en cuatro grupos de cuatro integrantes. De cada grupo, los dos mejores equipos clasificaran a una segunda fase de eliminación directa, para determinar al campeón del evento.

## Equipos
A la fase final del torneo clasificaron 16 de 56 equipos que participaron en la etapa clasificatoria: 5 de Sudamérica (incluyendo a Brasil, vigente campeón, y al organizador), 10 de Europa y uno de Norteamérica. De estos 16, 2 eran debutantes en la competición.
Los equipos participantes en dicho torneo son:
| Equipo (ver en detalle) | Equipo (ver en detalle) | Equipo (ver en detalle) | Participaciones | Participaciones | Participaciones |
| Equipo (ver en detalle) | Equipo (ver en detalle) | Equipo (ver en detalle) | Total           | Cons.           | Última          |
| ----------------------- | ----------------------- | ----------------------- | --------------- | --------------- | --------------- |
|                         | Alemania Federal        | 1/1 estrellas           | 5               | 3               | 1958            |
|                         | Argentina               |                         | 4               | 2               | 1958            |
|                         | Brasil                  | 1/1 estrellas           | 7               | 7               | 1958            |
|                         | Bulgaria                |                         | 1               | 1               | -               |
|                         | Checoslovaquia          |                         | 5               | 3               | 1958            |
|                         | Chile                   |                         | 3               | 1               | 1950            |
|                         | Colombia                |                         | 1               | 1               | -               |
|                         | España                  |                         | 3               | 1               | 1950            |
| Hungría                 | Hungría                 |                         | 5               | 3               | 1958            |
|                         | Inglaterra              |                         | 4               | 4               | 1958            |
|                         | Italia                  | 2/2 estrellas           | 5               | 1               | 1954            |
|                         | México                  |                         | 5               | 4               | 1958            |
|                         | Suiza                   |                         | 5               | 1               | 1954            |
|                         | Unión Soviética         |                         | 2               | 2               | 1958            |
|                         | Uruguay                 | 2/2 estrellas           | 4               | 1               | 1954            |
| Bandera de Yugoslavia   | Yugoslavia              |                         | 5               | 4               | 1958            |